# Otto von Brandenstein
Otto Freiherr von Brandenstein (21 de octubre de 1865-8 de mayo de 1945) fue un oficial alemán. Se unió al Ejército prusiano en 1885 y fue promovido a oberstleutnant en 1913. Durante la I Guerra Mundial, Brandenstein sirvió en el frente occidental como oficial de estado mayor bajo el mando de los generales Gustav Freiherr von Hollen y Eberhard von Claer.
En 1918, el coronel Brandenstein era el comandante de la brigada de caballería formada Destacamento Brandenstein que aterrizó en Loviisa, Finlandia, el 3 de abril. La brigada se unió a la Guerra civil finlandesa y luchó con los blancos finlandeses. Después de la batalla de Lahti, la unidad fue agregada a la División del mar Báltico.
Otto von Brandenstein recibió la Pour le Mérite el 15 de mayo de 1918 y fue promovido a Mayor General el 18 de octubre de 1918. Dimitió del Ejército alemán en febrero de 1919. Brandenstein fue asesinado por tropas soviéticas en mayo de 1945.